# Chéticamp River
Chéticamp River är ett vattendrag i Kanada.   Det ligger i provinsen Nova Scotia, i den östra delen av landet, 1 100 km öster om huvudstaden Ottawa. Chéticamp River ligger på ön Kap Bretonön.
I omgivningarna runt Chéticamp River växer i huvudsak blandskog. Runt Chéticamp River är det mycket glesbefolkat, med 3 invånare per kvadratkilometer.